# 密姆
在托爾金（J. R. R. Tolkien）小說的中土大陸裡，密姆（Mim）是最後一位小矮人（Petty-dwarves）。
密姆與他的兩個兒子奇姆和伊布恩住在貝爾蘭（Beleriand）中部的阿蒙茹斯（Amon Rudh），在那裡有他的寶藏。圖林（Turin）及其夥伴前來，密姆及其子欲偷偷潛逃，但卻被發現，密姆被擒。
為了保命，密姆只好帶領圖林一夥到他的秘密居所。密姆的其中一個兒子中箭身亡，圖林感到懊悔。因此，密姆容忍圖林一夥，雖然密姆一直不喜歡圖林，但後來也很尊敬他。
當畢烈格（Beleg）抵達阿蒙茹斯後，密姆十分憤怒，他不喜歡精靈，特別是辛達族精靈（Sindar）。不過，他須忍受畢烈格留在這裡。之後，阿蒙茹斯也被魔苟斯（Morgoth）發現，密姆逃亡，他另一個兒子被半獸人所殺。在圖林殺死格勞龍（Glaurung）後，密姆逃到納國斯隆德（Nargothrond）廢墟。
胡林（Hurin）在納國斯隆德偶然遇見密姆，並殺了密姆，胡林認為密姆應對圖林的死負責。密姆臨終時詛咒那個寶藏，胡林將納國斯隆德的寶藏帶到多瑞亞斯（Doriath），最終導致多瑞亞斯被搶劫及埃盧·庭葛（Elu Thingol）之死。

## 其他版本
在《精靈寶鑽》一書幾乎沒有提及密姆。在《未完成的故事》才大幅擴充有關他的角色。
而在《中土世界的歷史》，密姆的角色邪惡得多。但在托爾金筆下，矮人由類半獸人逐漸轉變為矮人。密姆的角色也轉變了，到最後的文本，密姆並非真正反派角色，可說是悲劇角色。